# Божилова-Патева, Жени
Жени Божилова-Патева (болг. Жени Божилова-Патева; 1 декабря 1878, Градец, Княжество Болгария, Османская империя — 17 июня 1955, София, Болгария) — болгарская учительница, писательница, активистка за права женщин и суфражистка, принимавшяя участие в пацифистских движениях.
Получив диплом учителя в 1893 году, она начала свою профессию, но ей запретили преподавать, когда в 1898 году был принят закон, ограничивающий права замужних женщин. Джени Божилова-Патева обратилась к активизму и журналистике, в том же году участвуя в международном женском движении.
Была одним из основателей Болгарского женского союза в 1901 году. В 1905 году в Бургасе основала феминистскую группу «Самосознание» и в течение 25 лет была её председателем. В качестве редактора журнала «Women’s Voice» она публиковала статьи о развитии женского движения в Болгарии и за рубежом, а также о проблемах, затрагивающих женщин. За свою карьеру она опубликовала более 500 статей и книг.
Джени Божилова-Патева участвовала в многочисленных международных конференциях и часто выступала на конгрессах. Её книга «В помощь женщинам» (болг. В помощ на жената), написанная в 1908 году, легла в основу идеологии Болгарского женского союза, излагая реформы, необходимые для адаптации политики, касающейся женщин и детей. Когда в 1915 году был основан Международный женский союз за мир и свободу, она стала видным членом пацифистского движения. В 1944 году, когда в Болгарии был установлен государственный социализм, женщины получили право голоса, но это была одна из многих низовых организаций, которые были упразднены.
Когда в 1945 году Божилова-Патева попросила разрешения открыть культурно-просветительское общество, её объявили врагом народа. Два года спустя её протесты против смертной казни и вынесения приговора Николе Петкову привели к тому, что дом и фабрика её сына были национализированы, в результате чего они оказались в нищете.

## Раняя жизнь
Дженда Божилова родилась 1 декабря 1878 года в Градце Княжества Болгария Османской империи в семье Генки Андреевой и Димова Божила. Её отец, ветеран русско-турецкой войны, был портным и скотоводом, активно выступавшим за образование. Божилова закончила начальную школу в Градце, а затем училась в средней школе в Сливене Она продолжила получать образование в Высшей школе естественных наук и математики Нанчо Поповича, окончив её в 1893 году и получив диплом преподавателя.

## Карьера

### Преподавание
В следующем году начала педагогическую деятельность в школе в Карнобате. В 1896 году переехала в Разград, заняв должность в женском училище. В 1897 году вышла замуж за Ивана Патева, которой так же происходил из родного города Жени и так же работал учителем. Поскольку у них был равноправный брак, супруги согласились помогать друг другу в достижении их целей по получению высшего образования.
Иван Патева уехал учиться за границу в Женеву и в 1899 году вернулся обратно. Пока он отсутствовал, Патева поддерживала его из своего заработка. Когда Иван вернулся со степенью доктора юридических наук, он поддержал свою супругу, так как она уехала учиться за границу в 1901 году. Жени начала своё обучение в Берлине и Йене, а в 1902 году прошла курсы в Париже, изучая философию и социологию, а также немецкий, французский и русский языки. Хотя Жени Патева и не получила ученой степени, она вернулась в Болгарию в 1903 году под влиянием международного женского движения. Пара поселилась в Бургасе, и в течение следующих 16 лет у них родилось трое детей: Лубен (известный как «Лео», родился в 1904 году), Божан (родился в 1905 году) и Лилиан (известная как «Лили», родился в 1913 году).

### Борьба за права женщин (1898—1908)
Жени Патева начала своё политическое участие в государственных делах, когда 18 декабря 1898 года Болгарское национальное собрание приняло закон, запрещающий замужним женщинам заниматься преподавательской деятельностью.
В знак протеста она написала «Открытое Письмо» (болг. Отворено Писмо), адресовав его всем учителям княжества и посоветовав им выступить против легитимности закона. Чтобы объединить женщин вокруг этого дела и содействовать их работе над другими проблемами, с которыми обычно сталкиваются женщины и дети, Жени Патева вместе с Анной Каримой и Юлией Малиновой в 1901 году стала соучредителем зонтичной организации Болгарский женский союз — первой национальной женской организации Болгарии. Анна Карима была первым председателем организации , а Жени Патева входила в совет директоров. Несмотря на давление со стороны женских групп и учителей, закон оставался в силе до 1904 года.
В 1901 году Жени Патева начала читать лекции в качестве оратора международного женского движения группы «Милосердие» (болг. Милосърдие) в Бургасе, а в 1902 году поехала в Ямбол, чтобы помочь с реорганизацией группы «Развитие». В 1903 году она была избрана председателем «Милосердия», но поскольку члены ассоциации не хотели присоединяться к Болгарскому женскому союзу или расширять свое внимание от благотворительных дел, она подала в отставку и вышла из организации. В том же году союз столкнулся с кризисом, когда Анна Карима и Юлия Малинова оказались втянутыми в серьёзный спор, который в конечном итоге расколол организацию. Их позиция заключалась в том, что у всех женщин одинаковые проблемы и что цели профсоюза должны представлять их независимо от класса или партии. Другая фракция, во главе с Велой Благоевой и Киной Коновой, считала, что союз должен быть пролетаризирован, а его члены должны быть привлечены из рабочего класса. Жени Патева написала книгу «Разногласия в Болгарском женском союзе» (болг. Разногласия в Българския женски съюз), которая была опубликована в 1903 году. Она также начала писать для газеты «Женского голоса» (болг. Женски глас), в которой в 1904 году она стала редактором.
Вместе с Пенкой Руссевой-Бельмустаковой и Йорданкой Гушовой в 1904 году Жени Патева основала образовательную группу для женщин, чтобы посещать курсы языка и грамотности, а также организовывать программы по улучшению доступа женщин к профессиональному и университетскому обучению. В следующем году они официально учредили организацию под названием «Самосознание» (болг. Самосъзнание) как образовательное и благотворительное общество и объединили её с Болгарским женским союзом, председателем которого была назначена Патева.
Весной 1905 года она посетила Конгресс женского союза, проходивший в Софии. Ей было поручено использовать свое положение редактора «Женского голоса» для публикации статей о зонтичной организации, которая вскоре стала их официальным СМИ. С 1907 года «Самосознание» начало проводить общеобразовательные курсы, занятия по шитью и другим ремеслам, а также ведение швейного класса при Офисе женского труда. В 1907 году избирательное право женщин также стало одной из официальных целей Болгарского женского союза.
В 1908 году Жени Патева представляла Болгарский женский союз на Четвёртом конгрессе Международного альянса женщин (IWSA) в Амстердаме. Она настоятельно ходатайствовала о принятии Болгарского женского союза членом IWSA. В том же году Жени Патева опубликовала вторую книгу «В помощь женщинам» (болг. В помощ на жената), в которой призывала к широкому кругу реформ. Она рекомендовала законы о защите детей и работающих женщин, а также изложила рекомендации по охране материнства:
- создание государством социальных учреждений, обеспечивающих питание;
- кров и ясли для детей работающих женщин;
- ведение политики против злоупотребления алкоголем и проституции;
- защита незаконнорожденных детей;
- создание законов о социальном обеспечении, защищающих сирот, немощных и безработных.

Она настаивала на том, чтобы женщинам было разрешено образование и участие в общественной жизни, чтобы они могли заботиться о себе и своих семьях, иметь профессию и обрести независимость и самоуважение как граждане. Книга стала основой идеологии Болгарского женского союза.
В 1909 году опубликовала статью в газете «День» в защиту женской эмансипации, а в следующем году, когда редакция «Женского голоса» переехала в Софию, она сохранила за собой должность редактора.

### Права женщин и движение за мир (1911—1924)
Жени Патева выступила на Шестом конгрессе IWSA, проходившем в Стокгольме в 1911 году, и написала отчёт о работе для газеты «Утро», выступая за полное равенство женщин во всех сферах общественной жизни.
Во время Балканских войн она опубликовала «Обращение к балканским женщинам» (болг. Апел към балканските жени), призывая женщин попытаться добиться мира.
В начале Первой мировой войны Жени Патева инициировала программы поддержки военнопленных и их семей, в том числе движение по пошиву нижнего белья для солдат. Несмотря на то, что деятельность женского союза была приостановлена на протяжении большей части конфликта, она путешествовала по Европе, участвуя в женских конференциях и делясь своим видением гуманизма и ненасилия, выступая за участие женщин в переговорах о мире во всём мире. Она выступила на Специальном Международном Женском конгрессе, состоявшемся в 1915 году в Гааге, на котором была основана Международный женский союз за мир и свободу (WILPF), призывая к разоружению и представив план восстановления разоренных войной народов.
Вернувшись в Болгарию, в 1918 году основала национальное отделение WILPF в Бургасе, а в мае вместе с Юлией Малиновой и Викторией Ангеловой организовала конференцию по возрождению Союза болгарских женщин. В следующем году вместе с другими членами группы она написала письмо протеста президенту США Вудро Вильсону, призывая к отмене изоляции, наложенной на центральные державы Нёйиским договорм.
В качестве официального представителя правительства премьер-министра Болгарии Александра Стамболийского приняла участие в конгрессе Международного совета женщин (МСЖ), проходившем в Кристиании (ныне Осло) в 1920 году, представив на французском языке свою статью «Положение женщин и детей в Болгарии» (болг. Положение о жене и детето в Болгарии).
В 1922 году присутствовала на специальном конгрессе МСЖ, состоявшемся в Гааге, где выступила с речью об опасностях войны и вновь заявила о необходимости полного разоружения и сотрудничества между людьми для развития культуры братства, свободы и самоопределения. Она сделала заявление о политических правах женщин на девятом Конгрессе IWSA, который проходил в Риме в 1923 году. В том же году, когда было объявлено военное положение в ответ на государственный переворот в Болгарии, и парламент принял закон в пользу смертной казни, она публично выступала против политики и писала статьи, призывающие женщин выступать против законодательства, став одной из первых, кто бросил вызов закону. Жени Патева подтвердила свои взгляды на девятнадцатом съезде Болгарского женского союза, умоляя матерей, познавших боль рождения и воспитания детей, выступить против убийства человеческой жизни, войны и смертной казни.

### Дальнейшая карьера (1925—1945)
В 1925 году, после 20 лет на посту председателя «Самосознания», Жени Патева подала в отставку из-за идеологической позиции, которую члены «Самосознания» и Болгарского женского союза заняли в поддержку диктаторского фашистского режима Александра Цанкова и его политики белого террора против интеллектуалов и политических противников. В следующем году она организовала «Женское миротворческое общество в Болгарии» (болг. Женско миротворно общество в България), которое она возглавляла до 1944 года. Организация активно выступала против изгнания и репрессий со стороны властей.
В течение следующих десятилетий Жени Петкова работала над написанием статей для «Вестника женщины» (болг. Вестника на жената) и посещала женские и мирные конференции. Она присутствовала на десятом Конгрессе IWSA, состоявшемся в Париже в мае 1926 года, а в июле была в Дублине для участия в Конгрессе WILPF.
В 1927 году Патева выступила на собрании Международного женского союза за мир и свободу в Глане (Швейцария) и посетила конференцию Международной федерации женщин с университетским образованием в Женеве в 1929 году, Белградскую мирную конференцию в мае 1931 года, Международную конференцию противников войны в Лионе в августе 1931 года, Всеобщий конгресс мира, проходивший в Париже в 1937, и как в 1939, так и в 1940 году она посещала мероприятия в Роттердаме.
За свою карьеру Жени Патева выступила более чем на 100 публичных лекциях и опубликовала около 500 статей и книг на темы прав женщин, пацифизма и вегетарианства, которых она придерживалась. В 1931 году она была удостоена почетного членства во французском отделении Международного союза революционных писателей. Её дом был местом сбора видных болгарских общественных деятелей и интеллектуалов, в том числе Александра Балабанова, Адрианы Будевской, Петко Росена, Николы Сакарова, Александра Стамболийского, Найчо Цанова и Асена Златарова. В 1944 году второй государственный переворот в Болгарии привёл к власти коммунистический режим, который осуществил государственный социализм, предоставив женщинам право голоса, но одновременно упразднив женские и другие низовые организации.
В 1945 году Жени Патева обратилась к министру национального образования и культуры с просьбой разрешить создать «Свободный национальный прогрессивный культурный центр „Самосознание“» (болг. Свободно народно прогресивно културно огнище "Самосъзнание"). Она заявила, что «целью самоокупаемой организации будет предоставление женщинам и молодёжи возможностей для совершенствования своих талантов и развития навыков участия в культурной деятельности, которая пойдет на пользу болгарскому народу». Однако её просьба была отклонена, и власти объявили семью Жени Патевых врагами народа за их богатство и статус части бургасской элиты.
В 1947 году, когда Николе Петкову был объявлен смертный приговор, Патева отправила письмо Георгию Димитрову и Василю Коларову с требованием на законодательном уровне отменить смертную казнь. Письмо имело тяжёлые последствия, когда и её дом, и фабрика её сына Божана были национализированы. Оставшись без средств к существованию, она написала в правительство с просьбой о выплате пенсии, в которой было отказано.

## Смерть и наследие
Жени Патева умерла в нищете 17 июня 1955 года в Софии.
В 1994 году была возрождена женская организация «Самосознание», которую Патева ранее основала и возглавляла в течение 20 лет.
В 2016 году Дом писателей в Бургасе был украшен мемориальной доской в честь Жени Патевой. По словам историка Красимиры Даскаловой, её помнят вместе с Анной Каримой как одного из двух «самых выдающихся лидеров женского движения» своего времени.